# José de Guimarães
José Maria Fernandes Marques, también conocido como José de Guimarães, nacido el 25 de noviembre de 1939 en Guimarães, es un artista plástico escultor portugués.

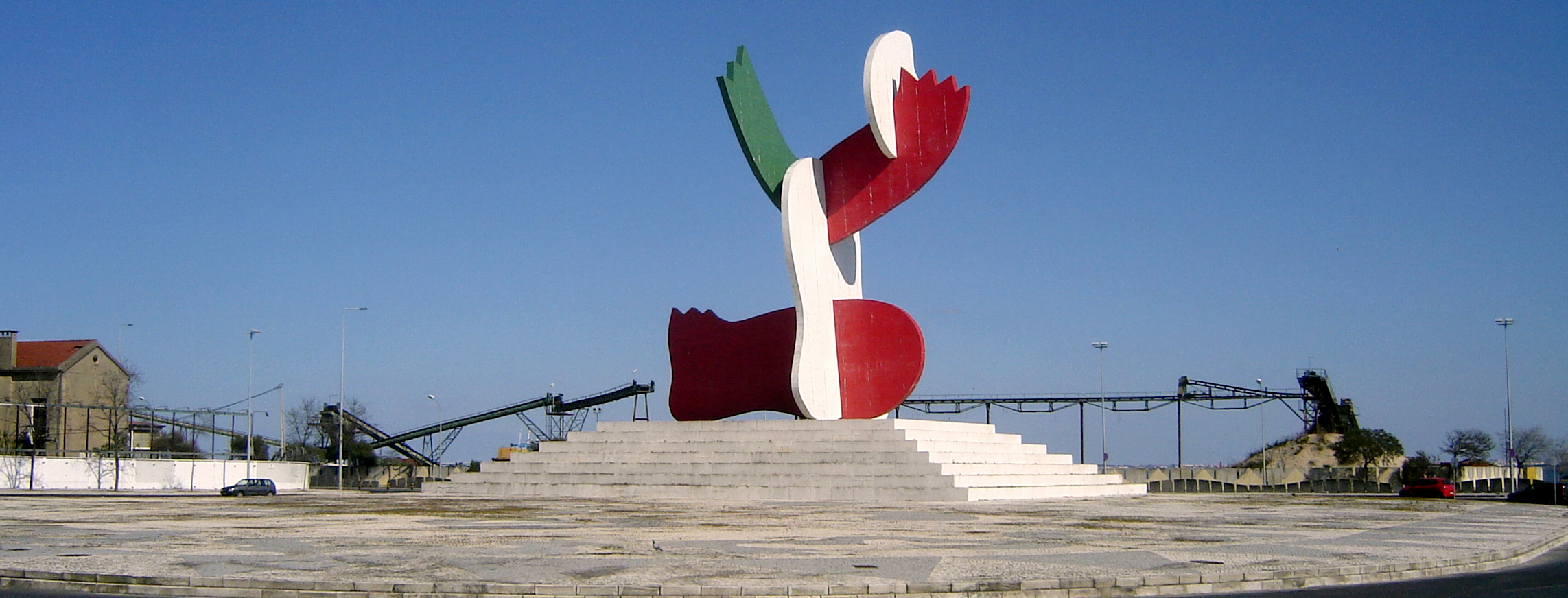
Praça 25 de Abril, Lisboa, Portugal (PT / EU)

## Datos biográficos
José Maria Fernandes Marques, conocido bajo el pseudónimo de José de Guimarães nació el 25 de noviembre de 1939 en Guimarães.
Ingresó en la Academia Militar y el curso de Ingeniería en la Universidad Técnica de Lisboa, en 1957 (Se graduó en Ingeniería en 1965). Comenzó su formación artística en el año siguiente asistiendo a clases de pintura con Teresa de Sousa y de dibujo con Gil Teixeira Lopes así como también estudiar grabado en la 'Sociedad Cooperativa de Grabadores Portugueses'.
Entre 1961 y 1966, recorrió Europa, conociendo de cerca el trabajo de los viejos maestros (incluyendo Rubens) y completó su licenciatura en Ingeniería (1965). En su carrera  "se establecería por el descubrimiento de regiones distantes y poco habituales, desde África hasta Japón, desde México a China. Cada una de estas culturas le estimuló a desarrollar un lenguaje universal y transmitir un universo imaginario que revive en última instancia, propia memoria de la historia de Portugal, hizo de enriquecer las relaciones con países lejanos " .
José de Guimarães es considerado uno de los principales artistas portugueses de Arte Contemporáneo, con una amplia y notable trabajo en la pintura, la escultura y otras actividades creativas, lo que hace a los artistas más premiados portugués.
Muchas de sus obras se exhiben en varios museos europeos, así como en los Estados Unidos, Brasil, Canadá, Israel e incluso en Japón.
Más recientemente, en Portugal, José de Guimarães tuvo una fuerte participación en la Capital Europea de la Cultura, Guimarães, que vio el nacimiento del Centro Internacional de Artes José de Guimarães (CIAJG), integrado en la Plataforma de las Artes y la Creatividad. El Nacional de la Prensa de auto-Casa de la Moneda, dijo que la Capital Europea de la Cultura a través de la acuñación de una moneda conmemorativa diseñada por el artista.
En 1990 fue galardonado por el entonces Presidente de la República de Portugal, Mário Soares, el grado de Comandante de la Orden del Infante D. Henrique.

## Obras

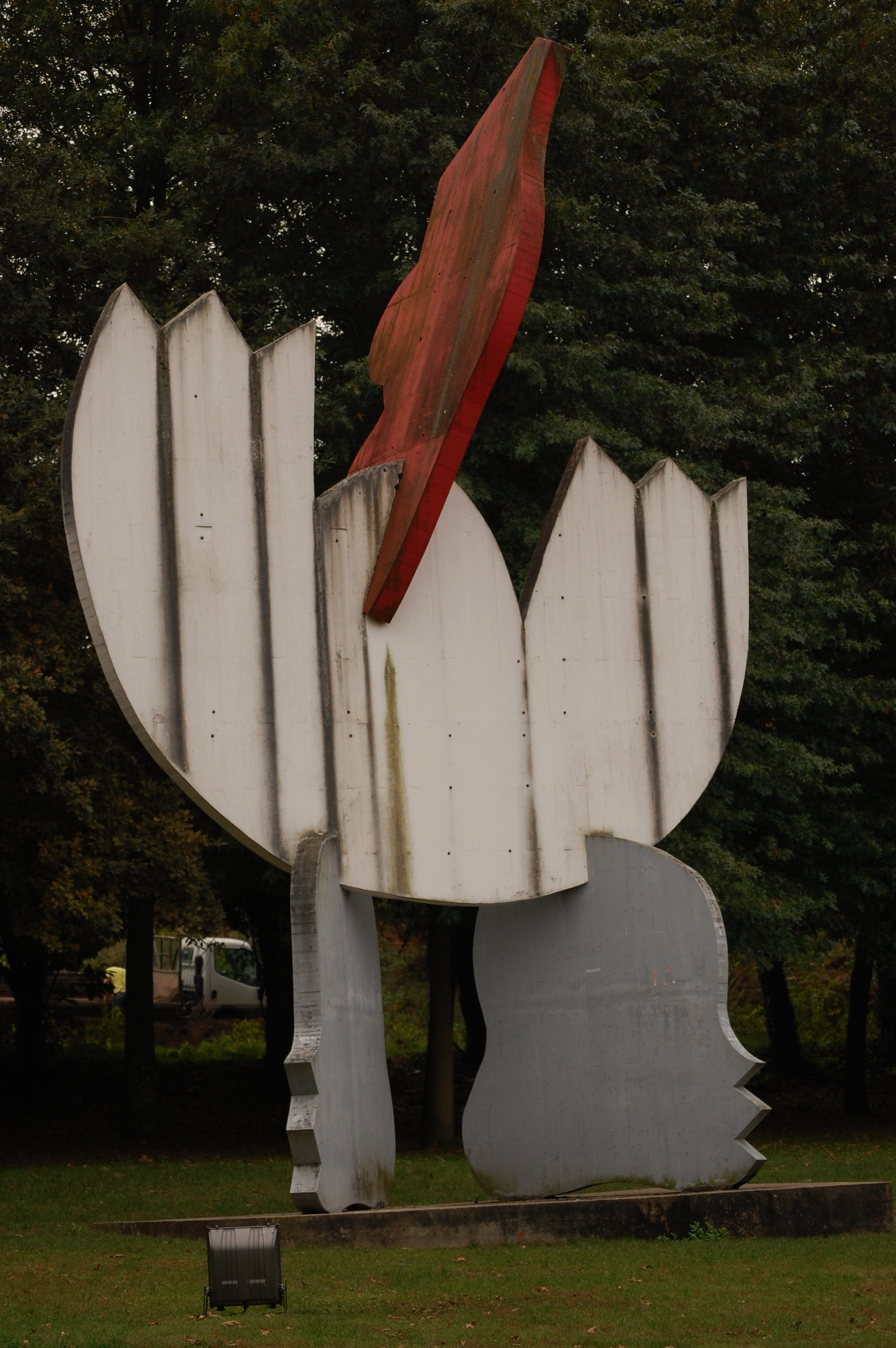
O Devorador de Automóveis en el Pólo de Azurém

Entre las mejores y más conocidas obras de José de Guimarães se incluyen las siguientes:
- Batalha de Cartago (Batalla de Cartago)
- O Amolador (1963)
- Domadora de Crocodilos (1977)
- Inês de Castro (1980)
- Nú Descendo a Escada (1980)
- Camões e D. Sebastião (1980)
- Naufrágio de Camões (1980)
- Camões (1981)
- Serpente (1983)
- Cartas de Jogar (1983)
- Malabarista (1983)
- D. Sebastião (1985)
- Camões (1985)
- Rei D. Pedro (1985)
- Pássaro (1985)
- Fernando Pessoa (Frente e Verso) (1985)
- O Falcão (1988)
- O Devorador de Automóveis en Azurém (1991)
- Logotipo para el I.C.E.P (1993), logotipo turístico de Portugal[1]
- Serie México (1995)
- Monumento ao Nicolino en Guimarães (2007)[2]

## Colecciones
José de Guimarães se destaca como uno de los principales coleccionistas de: Arte Tribal Africano, como estudioso de las cultural antugüas a través de su arte.
" Poseedor de una colección enorme de arte africano que se ha mostrado en varios países (Brasil, España, Portugal), José de Guimarães quiere decir: que recoge, que se relaciona, con su trabajo pero es evidente que son los dispositivos que principalmente como primitivismo, son de su interés. Artes comunitarias integradas, y participando en ella, lo que le garantiza: la fertilidad, la salud, la muerte o exorcismo, la celebración de los dioses, la fraternidad en complicidad con los animales.
Entre el pasado mítico del África precolonial; dónde culturas modernistas de la Europa de 1900 y el frenesí creativo de inmensas periferias contemporáneas muestran que no hay vínculos sustantivos para compartir y pertenencia, en la cual el artista sigue por cuestionar y provocar. Y sí; porque eso es también su cultura, hasta procedente de la pequeña periferia que es Portugal, mar abierto, con los valores del mestizaje." - (Raquel Henriques da Silva)
José de Guimarães dice a este respecto como coleccionista:  " Mi mayor objetivo como coleccionista no es simplemente coleccionar. Hay otro lado que se hace con reconocimiento y respeto hacia otra cultura como alguien portugués. Portugal navego los océanos, y encontró nuevos mundos, mezcolanzas y creo nuevas visiones - en algún grado, mi trabajo artístico ha seguido estas pistas de los navegantes pasados acercando las culturas de otras regiones. Ello es tenido en cuenta con el respeto a otra cultura la cual hace o me hace admirarla. haciéndome querer ver y apreciarla tan cercanamente como a través de su arte. " - (José de Guimarães)
| Figura | Figura | Figura | Figura | Figura |
| ------ | ------ | ------ | ------ | ------ |
|        |        |        |        |        |

## Premios
- 2º Prémio: Grabado, Estoril (1965)
- 1º Premio: Grabado, Universidade de Luanda (1967)
- 1º Premio: Grabado, Ciudad de Luanda (1967)
- 1º Premio: Grabado, Ciudad de Luanda (1968)
- Mención de honor: Exposición Nacional de Grabado, Lisboa (1977)
- Medalla de bronce: Premio Europeo de Pintura, Ostende, Bélgica (1978)
- Medalla de bronce: Premio Europeo de Pintura, Ostende, Bélgica (1980)
- Premio de Adquisición del Jurado del Salón del Pequeño Formato, Lisboa, Portugal (1982)
- Premio Orwell 1984: Centro de Arte Moderna, Fundación Calouste Gulbenkian, Lisboa (1984)
- Gran Premio:IX Bienal Internacional del Deporte en la Bellas Artes, con “Corredor de velocidad”Barcelona (1986)[4]
- Premio de Selección Bienal de Escultura de Óbidos, Portugal (1988)
- Medalla de Mérito Artístico de la Ciudad de Guimarães (1989)
- Premiado con el encargo de un monumento libre para la «Universidade de Guimarães» (1989)
- Condecorado pelo Presidente da República Portuguesa com a Ordem do «Infante D.Henrique» (1990)
- Premio Olímpico Internacional 1991, «Desporto e Arte» (1991)
- Premio de Artes Plásticas da AICA, Lisboa (1992)
- Homenajeado por el Canal Cultural de Televisão, ARTE, con la exhibición de la película sobre su obra «Je vis cette vie magnifique dans mon atelier», realizada por Erwin Leiser. (1994)

## Exposiciones individuales
- 1964
  - Galería Convívio, Guimarães, Portugal
  - Sociedade Nacional de Belas Artes (SNBA)
- 1968
  - Museu de Angola, Luanda, Angola
- 1969
  - Galería Convívio, Guimarães
  - Galería Árvore, Oporto
- 1972
  - Galería do CITA, Luanda
- 1973
  - Galería Dinastía, Lisboa
- 1974
- Galería Dinastía, Oporto
- 1975
  - Galería Dinastía, Lisboa
  - Galería Dinastía, Oporto
  - Galería Convívio, Guimarães
- 1976
  - Galería Módulo, Oporto
- 1977
  - Galería De Groelard, Schilde, Bélgica
  - Galería VECU, Amberes, Bélgica
- 1978
  - Museo de la Fundación Calouste Gulbenkian, Lisboa/Caloste Gulbenkian Foundation Museum, Lisboa
  - Galería Dinastía, Lisboa
  - Museo Nacional Soares dos Reis, Centro de Arte Contemporânea / Soares dos Reis National Museum, Center of Contemporary Art, Oporto
  - Museo de Angra do Heroísmo, Angra do Heroísmo, Azores
  - Galería De Groerlard, Shilde
  - SNBA, Lisboa
- 1979
  - Museo Martins Sarmento, Guimarães
  - Galería Maeyaert, Ostende, Bélgica
  - Galería Le Soleil dans la Tête, París
- 1980
  - Galería 111, Lisboa
  - Galería G, I.N., Ámsterdam
  - Galería VECU, Amberes
  - Teatro Municipal de Funchal, Funchal, Madeira
- 1981
  - Palacio de la Cultura, Río de Janeiro
  - Palacio de las Artes, Belo Horizonte, Brasil
  - Fundación Cultural, Brasília
  - Galería Bernard Weber, Mannheim
  - Galería de la Faculdade Manuel da Nobrega, São Paulo
  - Galería Archevêché, Rouen
  - Galería del Ayuntamiento de Amadora, Amadora
- 1982
  - Galería Espaço Aberto, Coímbra
  - Galería Quetzal, Funchal, Madeira
  - Centro Cultural de S. Lourenço, Almancil, Portugal
  - Museo Martins Sarmento, Guimarães
  - Galería Toni Brechbuhl, Grenchen, Suiza
- 1983
  - Galería Del Naviglio, Milán
  - Galería L´Oeil de Boeuf, París
  - FIAC Grand Palais, París
  - Galería Juana Mordó, Madrid
  - Galería Árvore, Oporto
- 1984
  - Palais de Beaux-Arts, Bruselas
  - Galería René Metras, Barcelona
  - Fundación Veranneman, Kruishoutem
- 1985
  - Art Basel, Basilea, Suiza
  - Centro Cultural de S.Lourenço, Almancil
- 1986
  - ARCO, Madrid
  - Museo Alberto Sampaio, Guimarães
  - Centro Cultural de S.Lourenço, Almancil
  - Galería Del Naviglio, Milán
  - Galería Kass-Weiss, Stuttgart
- 1987
  - FORUM, Zúrich
  - Centro Cultural de S.Lourenço, Almancil
  - FIAC Grand Palais, París
  - Centre Culturel Portugais, París
  - LINEART, Gante
  - Fondation Veranneman, Kruishoutem
- 1988
  - ARCO, Madrid
  - Galería Kass-Weiss, Stuttgart
  - Galería Del Naviglio, Venecia
  - Galería René Metras, Barcelona
  - Internacional Contemporany Art Fair, Los Ángeles
- 1989
  - Galería Módulo, Lisboa
  - Chicago International Art Exposition, Chicago
  - Internation Art Fair, Basel
  - Paul Schulz, Flein (Heilbronn), Alemania
  - Fuji Television Gallery, Tokio
  - Internacional Contemporany Art Fair, Los Ángeles
- 1990
  - Stockholm Art Fair, Estocolmo
  - Galería Academia Salzburg-Residenz
  - Goldman-Kraft Gallery, Chicago
  - Galería J.M.Gomes Alves, Guimarães
  - Centro Cultural de S.Lourenço, Almancil
- 1991
  - Salón de Mars, París
  - Galería Módulo, Lisboa
  - Galería 5, Coímbra
  - Fondation Veranneman, Kruishoutem
  - Bunkamura Museum Art Gallery, Shibuya, Tokio
- 2008
  - Museo Würth La Rioja, España[5]
- 2009
  - Museo Po dos livros Lisboa, Portugal[3]
- 2011
  - Bronzes e Jades da China Antiga, Lisboa

## Museos y colecciones públicas con obras de José de Guimarães
- Alemania
  - Wurth Museum, Kunzelsau
- Angola
  - Museo de Angola, Luanda
- Argentina
  - Emiliano Guinazu, Museo Provincial de Arte Moderna de Mendoza
- Bélgica
  - Museo Real de Arte Moderna, Bruxelas
  - Museo de Arte Moderna (MUHKA), Amberes
  - Museo Middelheim, Amberes
  - Fundación Verenneman, Kruishoutem
  - Universidad Católica, Lovaina
  - Colección del Estado da Bélgica, Bruselas
  - Museo de Arte Religiosa, Ostende
  - BP - British Petroleum, Bruselas
  - Alliance Française, Bruselas
  - Centro Cultural Hof de Bist, Ekeren
- Brasil
  - Museo de Arte Moderna (MASP), São Paulo
  - Museo de Arte Contemporáneo (MAC), Universidad de São Paulo
  - Museo de Arte Contemporáneo (MAM), Río de Janeiro
  - Museo Nacional de Belas Artes, Río de Janeiro
  - Colección Josias Leão, Río de Janeiro
- Canadá
  - Universidad de Carlton, Otawa
- Corea
  - Parque Olímpico, Seúl
- Estados Unidos de América
  - Fundación Frederick Weisseman, Los Ángeles
  - Centro de Art Rockefeller (SUNY) Fredonia, Nueva York
- España
  - Museo Español de Arte Contemporáneo, Madrid
  - Ministerio de Cultura, Madrid
  - Museo Nacional del grabado, Madrid
  - Museo de Arte Contemporáneo, Badajoz
- Francia
  - Colección del Estado francés, Fondo Nacional de Arte Contemporáneo, París
  - Parlamento Europeo, Estrasburgo
- Holanda
  - Fundación Peter Stuyvesant, Ámsterdam
- Israel
  - Museo de Dinoma, Neguiev
- Japón
  - Fundación Akemi, Osaka
  - Tachikawa City, Tokio
- Macau
  - Museo Luís de Camões, Banco do Oriente
- Portugal
  - Fundación Calouste Gulbenkian, Lisboa
  - Museu Nacional de Arte Moderna, Casa de Serralves, Oporto
  - Colecção do Estado Português, Lisboa
  - Museu Nacional Soares dos Reis, Centro de Arte Contemporánea, Oporto
  - Biblioteca Nacional de Portugal, Lisboa
  - Museu das Cruzes, Funchal, Madeira
  - Colección del Governador Regional da Madeira, Madeira
  - Museu Alberto Sampaio, Guimarães
  - Museu do Caramulo, Caramulo
  - Museu de Angra do Heroísmo, Azores
  - Museu Martins Sarmento, Guimarães
  - Palacio de los Duques de Bragança, Guimarães[6]
  - Centro Cultural de Belém, Lisboa
- Suiza
  - Museo del Reloj, Ginebra
  - Biblioteca Nacional de Suiza, Berna